# Taphozous
Genre
Taphozous sp. est un genre de chauves-souris insectivores.
Les chauves-souris de ce genre sont appelées taphiens ou chauve-souris des tombeaux ou chauve-souris des hypogées.

## Quelques critères
Ce genre comprendrait 5 espèces en Afrique. Ce sont des chauves-souris petites, dont le corps fait moins de 10 cm de long pour un ‘poids’ entre 15 et 35 g. Le museau tubulaire est renflé. La face est conique, les oreilles rectangulaires, souvent en avant. Les ailes sont longues, étroites et raccourcies lorsqu'elles ne sont pas en vol d'une manière qui facilite l'exploration, un trait unique à ce genre. A rapprocher d’un comportement : celui de répugner à s’envoler lorsqu’ils sont dérangés et à préférer ramper. Ces chauves-souris ont une queue bien visible.
Elle se dirigent grâce à un système d'écholocation en émettant des ultrasons via des vibrations complexes du larynx.

## Liste des espèces
- Taphozous australis Gould, 1854
- Taphozous georgianus Thomas, 1915
- Taphozous hamiltoni Thomas, 1920
- Taphozous hildegardeae Thomas, 1909
- Taphozous hilli Kitchener, 1980
- Taphozous kapalgensis McKean et Friend, 1979
- Taphozous longimanus Hardwicke, 1825
- Taphozous mauritianus E. Geoffroy, 1818 - Taphien de Maurice ou chauve-souris banane
- Taphozous melanopogon Temminck, 1841
- Taphozous nudiventris Cretzschmar, 1830
- Taphozous perforatus E. Geoffroy, 1818
- Taphozous philippinensis Waterhouse, 1845
- Taphozous theobaldi Dobson, 1872

Saccolaimus peli ne fait plus partie du genre Taphozous sp., bien qu'il soit encore vernaculairement nommé Taphien noir.